# سنجورجی ده پدوره
شهر سنجورجی ده پدوره (به رومانیایی: Sângeorgiu de Pădure) در شهرستان موره در کشور رومانی واقع شده‌است. جمعیت این شهر ۵٬۴۹۲ نفر  است.